# Fernando de Beingolea y Zavala
Fernando de Beingolea y Zavala (Lima, 1667 - 1736) fue un sacerdote criollo, de origen vasco, que ejerció altos cargos académicos en el Virreinato del Perú. Rector de la Universidad de San Marcos.

## Biografía
Sus padres fueron el vizcaíno Juan de Beingolea y Churruca, General de la Mar del Sur, y la limeña María de Zavala y de la Maza. Cuñado del acaudalado e influyente comerciante Francisco de Oyagüe, cuya descendencia accedería por matrimonio al Condado de Portillo.
Inició sus estudios en el Real Colegio de San Martín (1682), obteniendo los grados de Licenciado (1687) y Doctor en Sagrada Teología en la Universidad de San Marcos. En el ejercicio de sus labores sacerdotales, pasó a regentar la parroquia de Santa Eulalia, siendo posteriormente promovido al curato de la Catedral de Lima e incorporado al Cabildo Metropolitano en calidad de canónigo doctoral (1728). Finalmente, por elección del claustro sanmarquino, se desempeñó como rector de la Universidad (1733).
| Predecesor: José de Borda y Echeverría | Rector de la Universidad de San Marcos 1733 - 1734 | Sucesor: Alonso de Salazar y Ceballos |